# オシフィエンチム
オシフィエンチム（ポーランド語: Oświęcim [ɔɕˈfʲɛɲt͡ɕim] ( 音声ファイル) 、イディッシュ語: אָשפּיצין Ušpitizin）は、ポーランド南部の都市。ドイツ語名はアウシュヴィッツ (Auschwitz) 。人口は約43,000。マウォポルスカ県とシロンスク県の県境近く、ソワ川とヴィスワ川の合流点付近に位置し、クラクフから南西およそ60kmのところにある。1975年から1998年までは旧ビェルスコ・ビャワ県に属した。ナチ政権下で郊外にアウシュヴィッツ＝ビルケナウ強制収容所が置かれたことで知られる。強制収容所跡は現在国立博物館として保存され、ユネスコの世界遺産に登録されている。

## 政治

### オシフィエンチム・ヴァドヴィツェ選挙区
この選挙区から選出されている議員　（括弧内は所属政党）
- アダム・ビェラン （法と正義）
- パヴェウ・グラシ　（市民プラットフォーム）
- ヤヌシュ・リサック　（民主左翼連合、労働同盟）
- レシェック・ムジン　（ポーランドの家族連盟）
- スタニスワフ・ルィゾン　（民主左翼連合、労働同盟）
- ハリナ・タラガ　（民主左翼連合、労働同盟）
- レシェック・ジェリンスキ　（ポーランド農民党）

## スポーツ
オシフィエンチムにはアイスホッケーチームがあり、ポーランド国内のリーグで何度か優勝している。

## 歴史
都市として最初に文献に登場したのは1117年である。1179年にはクラクフ大司教区から分割され、オポーレ公国の支配下に入る。1315年から1564年まで、小規模なオシフィエンチム公国の首都であった。
第二次世界大戦が勃発するとポーランドはドイツに侵攻され、1940年にはポーランド軍の兵舎を転用してアウシュヴィッツ強制収容所が建設された。その後、町の反対側にも広大なアウシュヴィッツ＝ビルケナウ第2強制収容所（ビルケナウ強制収容所）が建設された。そして、1940年から1945年の間には、多くのユダヤ人が、そこで死亡したとされる。詳細はホロコーストを参照。